# Comuna Drohovîj, Mîkolaiiv
Drohovîj (în ucraineană Дроговиж) este o comună în raionul Mîkolaiiv, regiunea Liov, Ucraina, formată din satele Drohovîj (reședința) și Ustea.

## Demografie
Componența lingvistică a comunei Drohovîj
     Ucraineană (99,57%)
     Alte limbi (0,34%)
Conform recensământului din 2001, majoritatea populației comunei Drohovîj era vorbitoare de ucraineană (99,57%), existând în minoritate și vorbitori de alte limbi.